# Laval Ng
Pour les articles homonymes, voir Laval.
Laval Ng, de son vrai nom Laval Ng Man Kwong est un auteur mauricien de bandes dessinées né en 1972 à Maurice.

## Biographie
Après une expérience dans le dessin animé entre 1992 et 1994 pour Jadoma Films Ltd, Laval Ng obtient un Bachelor of Arts en 1997 aux États-Unis. Revenu sur l'île Maurice, il exerce comme graphiste indépendant et caricaturiste, en collaborant à des revues locales comme L'Hebdo, Autopsie, Traces, Ticomix. En 1999 sont publiées deux narrations chez Caliber comics. En 2002, lors du salon de la Bd de La Réunion, il fait la connaissance de Pierre Makyo, qui lui propose de reprendre la Balade au bout du monde, ce qui représente un tournant dans la carrière de Laval Ng.

## Œuvres

### Bandes dessinées
- Magus, The Enlightened One, Caliber comics, 1999
- Legends Of Camelot, Quest For Honor, Caliber comics, 1999

- Cercles de mystère, scénario de Pierre Makyo (Delcourt, coll. « Machination »), scénarios de Pierre Makyo
  - Tome 1 : Murielle (2012)  (ISBN 978-2-7560-2362-5)

- série Balade au bout du monde (Glénat), scénarios de Makyo
  - Tome 13 : Les Pierres Levées (2003)  (ISBN 2-7234-3718-3)
  - Tome 14 : Pierres invoquées (2005)  (ISBN 2-7234-4369-8)
  - Tome 15 : Pierres envoûtées (2006)  (ISBN 2-7234-5013-9)
  - Tome 16 : Pierres de vérités (2008)  (ISBN 978-2-7234-5725-5)
  - Epilogue, avec tous les autres dessinateurs (2012)  (ISBN 978-2-7234-7738-3)[3],[4]

- Les Chroniques de Sillage tome 3 (2006), scénario : Philippe Buchet et Jean-David Morvan  (ISBN 2-84789-829-8)
  - Xen-Auto-Phobia, dessins et couleurs Laval NG

- Khalil Gibran - La Vie de l'auteur du « Prophète », scénario Makyo, dessins et couleurs Laval NG, éditions Adonis, coll. « Romans de toujours » (2008)[5]  (ISBN 978-995-349-317-6)

- Paul et Virginie (dessin), scénario de Patel Shenaz, adapté de Jacques-Henri Bernardin de Saint-Pierre, éd. IPC, janvier 2015  (ISBN 978-999-03-3843-0)

- Parallèle (dessin), scénario Philippe Pelaez, couleurs de Florent Daniel, éditions Éditions Sandawe

1. New York New York, 2016  (ISBN 978-2-390-14108-2)
2. Donnant, donnant, 2017  (ISBN 978-2-390-14197-6)
3. Moitié, moitié, 2018  (ISBN 978-2-390-14233-1)
4. Atmosphère, atmosphère, 2019  (ISBN 978-2-390-14252-2)

- Histoire de Maurice (dessin avec Christophe Carmona), scénario de Shenaz Patel et Jocelyn ChanLow, couleurs de Bruno Pradelle, Éditions du Signe

1. 1598-1767, premiers pas de la colonisation d'une île-carrefour, mars 2017  (ISBN 978-2-7468-3504-7)

- Effet miroir[6] (dessin), scénario de Pierre Makyo, Delcourt, août 2020  (ISBN 978-2413017097)

- Nicolas Beuglet et Pierre Makyo (scénario) (ill. Laval Ng), Le Cri, Phileas, 7 septembre 2023 (ISBN 2491467321, EAN 9782491467326)[7]